# Ternois
Ne doit pas être confondu avec Pagus Teruanensis.
Le Ternois [tɛʁnwa] (en picard : Térnoé) est un pays traditionnel de France, une entité culturelle et géographique du Pas-de-Calais faisant partie de la Picardie, centré sur Saint-Pol-sur-Ternoise et Hesdin-la-Forêt. C'est une des grandes entités paysagères retenue par l'atlas de paysages de 2008.
Le Ternois correspond au sud de l'ancien Pagus Teruanensis, autour de Saint-Pol-sur-Ternoise et de la Ternoise.

## Géographie

### Localisation
Le Ternois est situé dans la région des Hauts-de-France, exclusivement dans le département du Pas-de-Calais. Il fait partie culturellement de la Picardie. Le territoire est bordé par le Boulonnais au nord-ouest, l'Audomarois au nord, le Ponthieu au sud, l'Amiénois au sud-est et l'Artois à l'est.

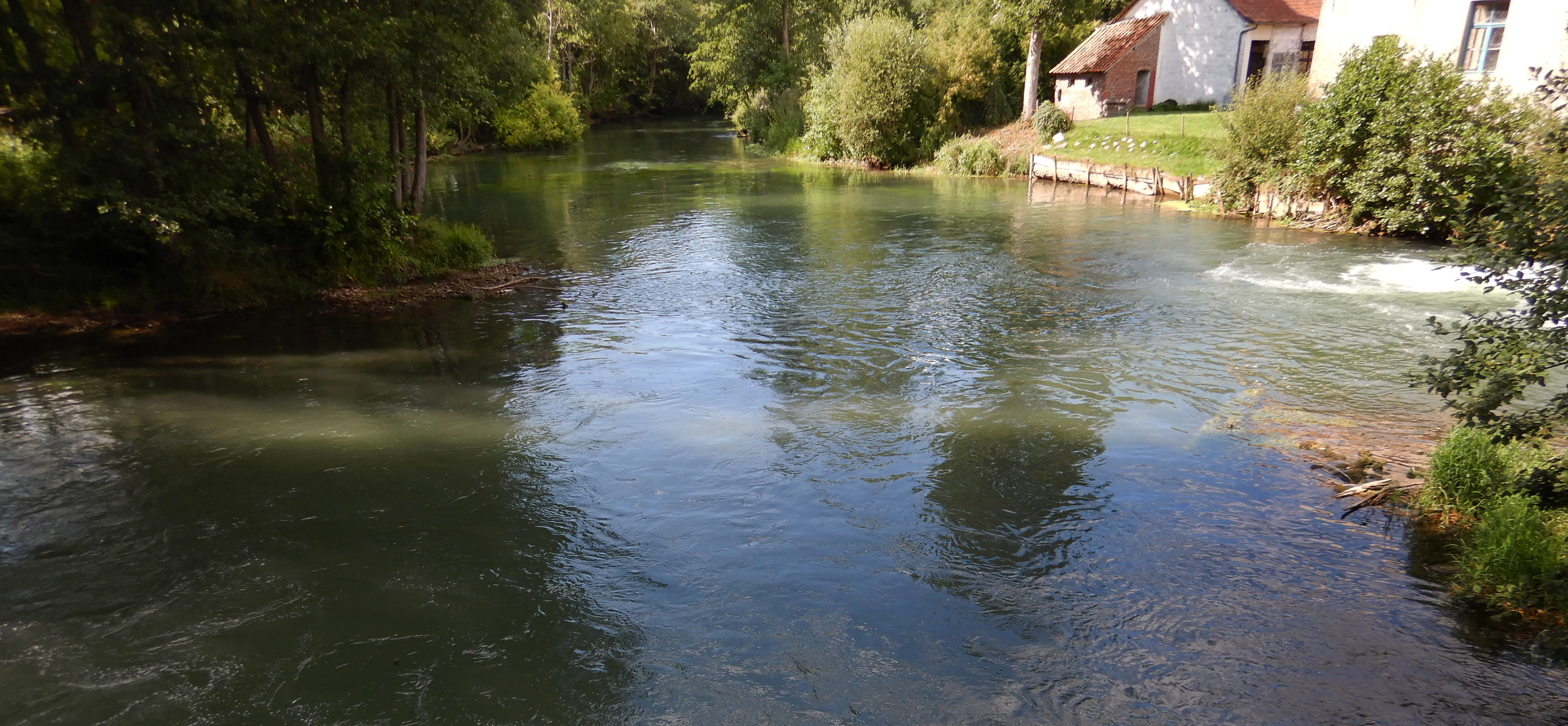
L'Authie à Douriez.

L'Authie délimite la frontière entre la Somme et le Pas-de-Calais et marque la séparation entre le Ternois et le Ponthieu.

### Géologie et relief
Le Ternois se caractérise sur le plan géomorphologique par un sol perméable dû à l'omniprésence de la craie. Ce sol est recouvert d'un mélange de silex et d'argiles, et, par endroits, de limons. La vallée de la Canche se caractérise par des craies marneuses. Ces formations géologiques datent du Crétacé.
Les plateaux du Ternois montrent une structure tabulaire et une altitude assez régulière, avec des points culminants entre 150  à   160 m. Le plateau ternésien présente un relief assez plat. Le Ternois fait l'intermédiaire entre le Haut-Artois au nord et le Ponthieu au sud.

### Hydrographie

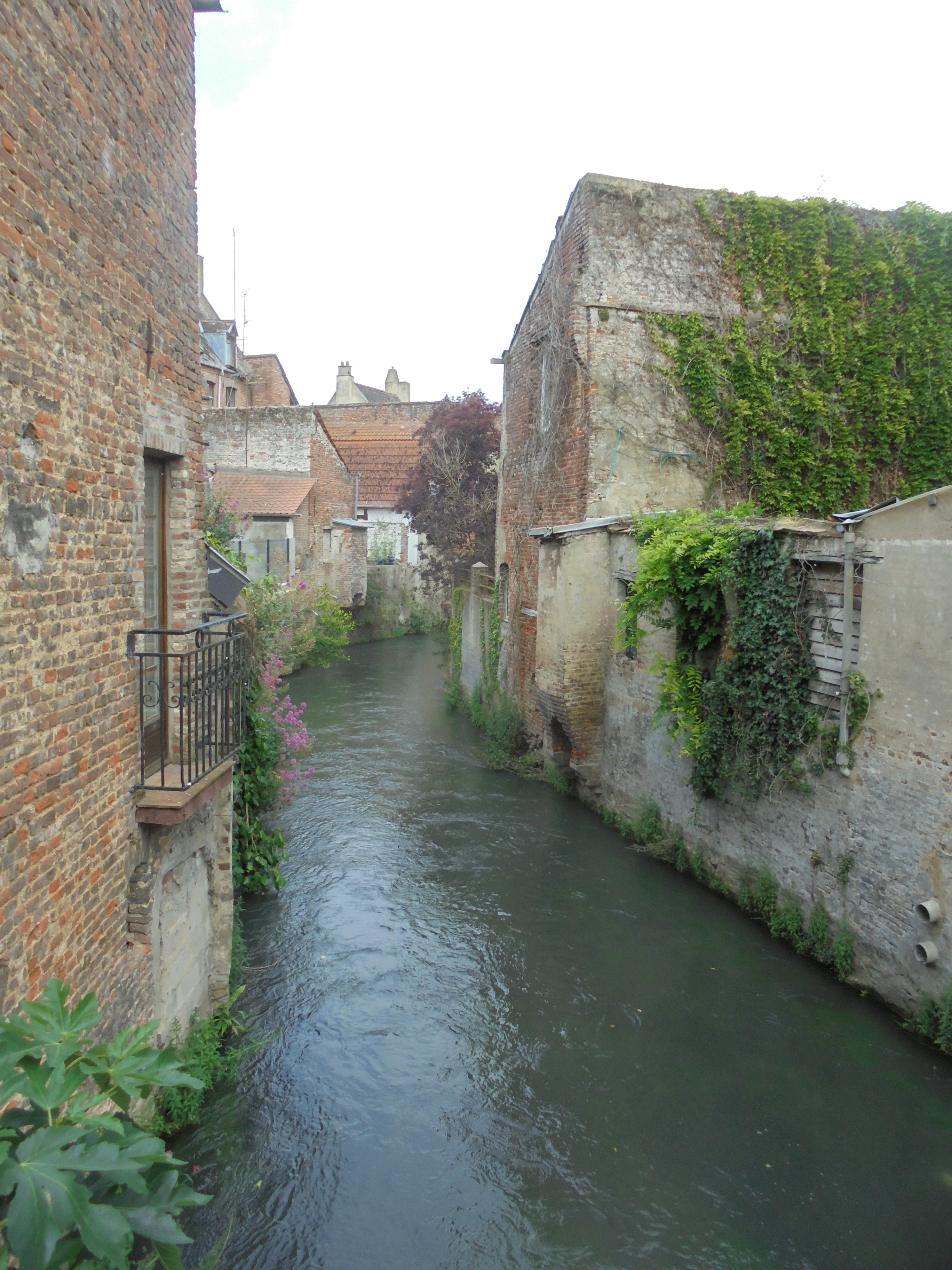
La Canche à Hesdin

Le principal cours qui le traverse est la Canche. D'une longueur de 100,2 km, elle prend sa source au niveau de la commune de Gouy-en-Ternois, près du lieu-dit Les Pierrettes. Le fleuve traverse 33 communes, dont la ville de Frévent.

La Ternoise, cours d'eau non navigable d'une longueur de 41,43 km, prend sa source dans la commune d'Ostreville et se jette dans la Canche au niveau de la commune d'Huby-Saint-Leu. C'est le principal affluent de la Canche.

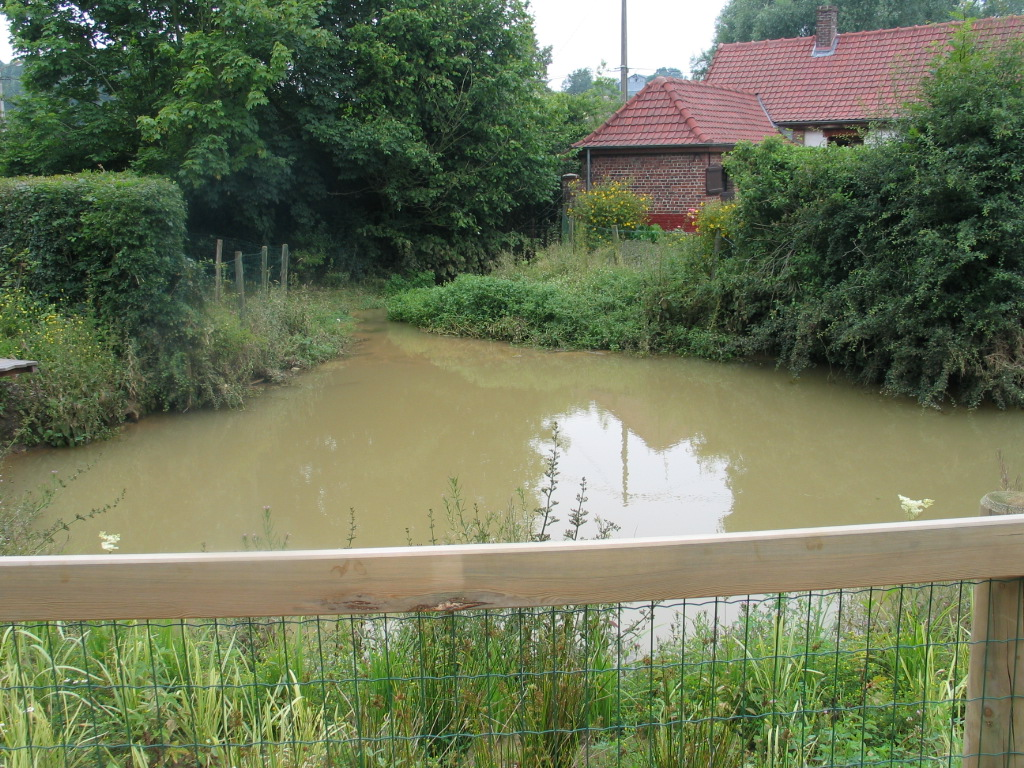
Source de la Lys

Les différents bassins versants du Pas-de-Calais

La Lys, affluent de l'Escaut, prend sa source à Lisbourg et passe à Verchin.
Le Ternois est situé dans le bassin Artois-Picardie. Le bassin versant de la Canche englobe une grande du territoire ternésien.

### Climat
La région a un climat océanique dégradé des plaines du Centre et du Nord, d'après le CNRS qui s'appuie sur une série de données couvrant la période 1971-2000.
En 2020, Météo-France publie une typologie des climats de la France métropolitaine, dans laquelle la région est exposée à un climat océanique ; elle est, dans la région climatique Côtes de la Manche orientale, caractérisée par un faible ensoleillement (1 550 h/an), une forte humidité de l’air (plus de 20 h/jour avec humidité relative > 80 % en hiver) et des vents violents. Le Ternois ne reçoit que 700mm à 900mm par de pluie annuellement contre 1000 mm et plus dans l'Artois.
Les futurs paramètres climatiques de la région, estimés en 2050 selon des scénarios d'émissions de gaz à effet de serre, sont consultables via une annexe du site Météo-France.

### Paysages
Pour un article plus général, voir Paysage en France.
Les « paysages du Ternois », tels qu’ils sont définis dans l’atlas de paysages de la région Nord-Pas-de-Calais, conçu par la direction régionale de l'Environnement, de l'Aménagement et du Logement (DREAL), sont composés de 138 communes.

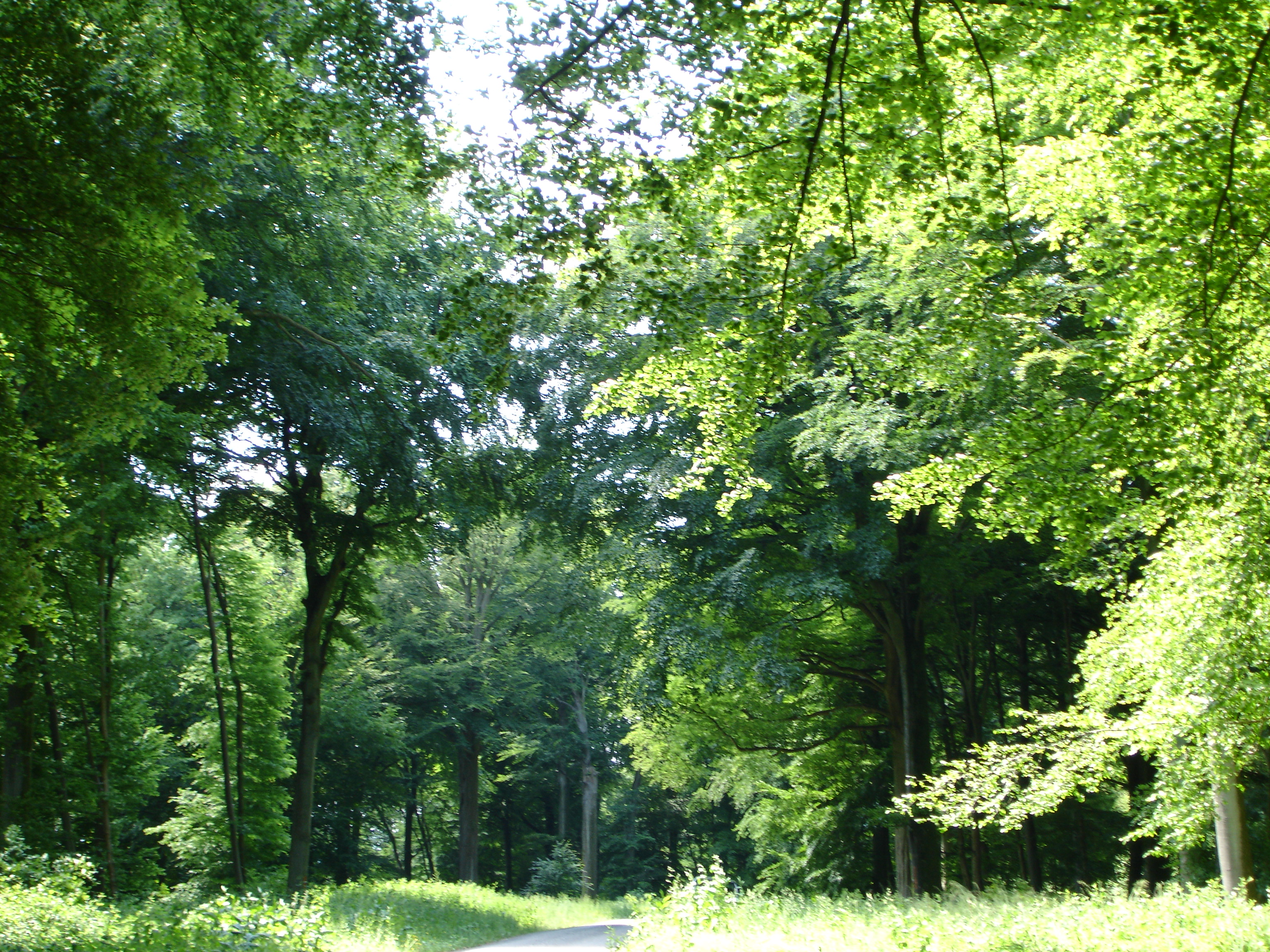
Forêt d'Hesdin

Ces paysages, avec trois pôles d'attraction que sont Hesdin à l'ouest, Saint-Pol-sur-Ternoise à l'est et, dans une moindre mesure, Frévent en lisière sud, sont délimités par deux cours d'eau : la Canche au Sud et la Ternoise au Nord. Ces paysages sont composés de plateaux, de vallées et de bocages. L'openfield est un paysage très présent dans la région.
Les rivières et les ruisseaux ne sont plus canalisés, et ils courent au fond des vallées.
Autour de Saint-Pol-sur-Ternoise, le Ternois offre des possibilités d'escapades vertes. La forêt d'Hesdin est le 4ème massif forestier du département avec plus de 1000 hectares.
La position excentrée, en l'absence de grands axes autoroutiers ou ferrés structurants, a permis au Ternois de conserver un caractère rural et une certaine qualité de paysage.

### Milieux naturels et biodiversité

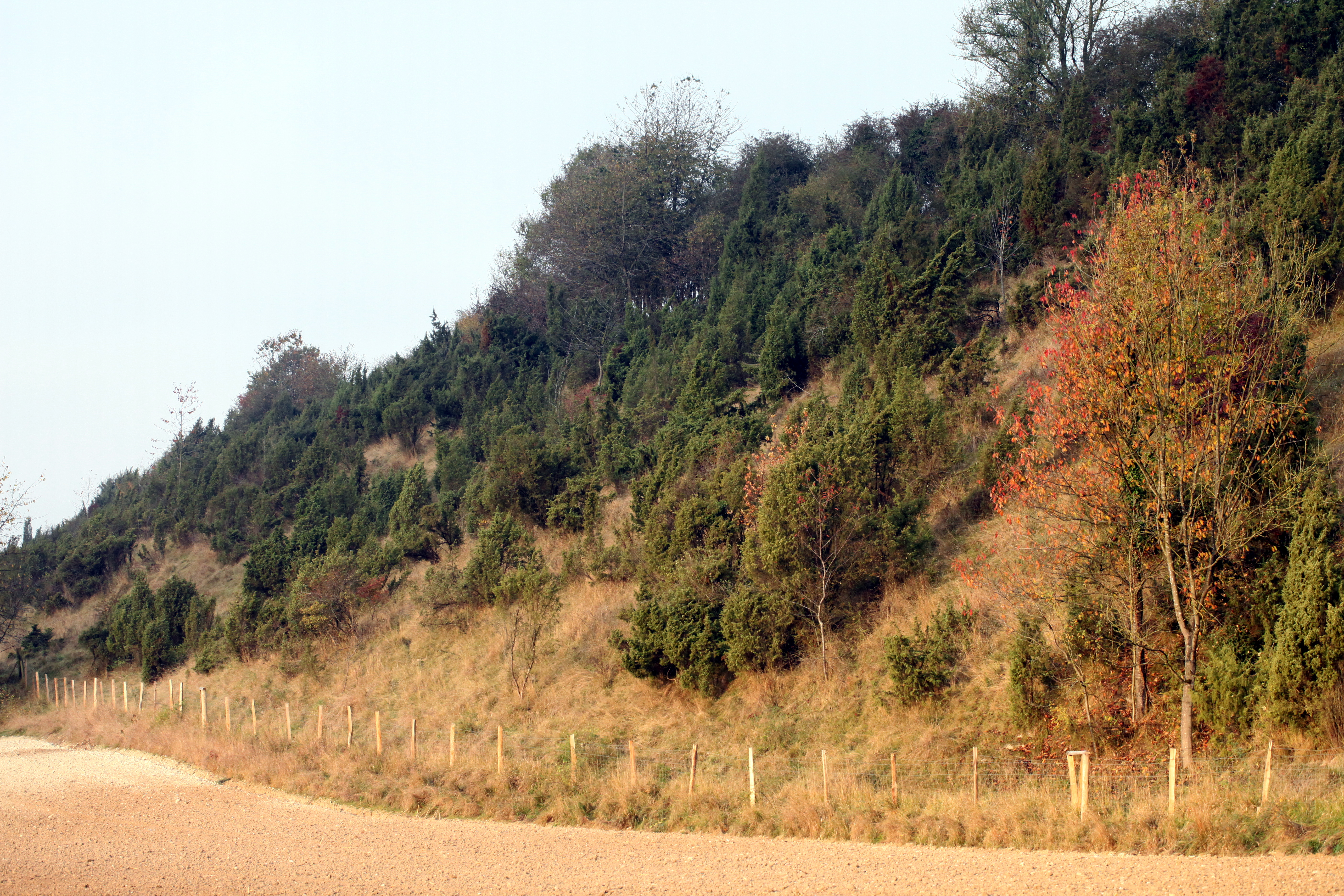
Réserve naturelle régionale des Riez de Noeux-les-Auxi.

On peut retrouver 3 parcs naturels régionaux qui sont la Pâture Mille Trous, les marais de la Grenouillère et les Riez de Nœux-les-Auxi.
Le Ternois compte en son sein 2 sites classés Natura 2000, Pelouses, bois, forêts neutrocalcicoles et système alluvial de la moyenne vallée de l'Authie entre Guigny et Beauvoir-Wavans et les Marais de la Grenouillère à Auchy-lès-Hesdin.

## Urbanisme

### Occupation des sols
Au niveau de l'occupation des sols, les surfaces cultivées sont omniprésentes sur les plateaux, avec majoritairement la culture de la betterave et de la pomme de terre ; elles représentent près de 72 % de la surface totale de ces paysages du Ternois ; les espaces artificialisés, cantonnés dans les fonds de vallée, représentent 13 % ; les surfaces boisées, présentes dans les deux principales vallées de la Ternoise et de la Canche, ne représentent que 6 %.

### Voies de communication et transports

Principaux axes de transports dans le Pas-de-Calais

La route départementale D939 traverse la région d'est en ouest, elle relie Saint-Pol-sur-Ternoise aux grandes villes des pays limitrophes (Arras). La route départementale D916 traverse la région du nord au sud, reliant Doullens et Lillers, aux villes de Frévent, et Saint-Pol-sur-Ternoise. Enfin, la route départementale D928 relie Abbeville à Bergues en passant par Hesdin et Fruges.
L'autoroute A24 est un projet d'autoroute entre Amiens et la Belgique, qui devait traverser le Ternois. Ce projet a été l'objet de controverses entre partisans et opposants, les premiers arguant de son utilité en tant qu'axe de déchargement de l'autoroute A1, les seconds mettant en cause son impact écologique et l'alternative du ferroutage.
Le réseau de bus Keolis est peu développé dans la région : la ligne 401 relie Auxi-le-Château à Arras en passant par Frévent, la ligne 421 fait le lien entre Hesdin et Saint-Omer, la ligne 432 relie Hesdin à Montreuil-sur-Mer, la ligne 433 raccorde Hesdin à Bruay-la-Buissière, la ligne 434 relie Frévent à Hesdin, la ligne 435 va de Doullens à Saint-Pol-sur-Ternoise.
Deux lignes de chemins de fer traversent le Ternois. Une première ligne ferroviaire dessert Saint-Pol-sur-Ternoise à Étaples et une seconde lie Saint-Pol-sur-Ternoise à Fives.

### Risques naturels et technologiques
Le Ternois est une région agricole riche, mais sensible à l'érosion et parfois au manque d'eau. Le sous-sol crayeux est en outre localement propice à des transferts rapides d'eaux polluées vers la nappe.
Une plateforme partenariale dite Plateforme Agriculture Durable et Habitats du Ternois (PADHT) a été créée avec le CPIE Val d’Authie, le GEDA du Ternois (anciennement GRDA), la Fédération des Chasseurs du Pas-de-Calais, la Maison du Bois et le Pays du Ternois.
Un des projets de cette plateforme est de mieux lier l'espace agricole du Ternois à la Trame verte et bleue, via notamment l’Agro-écologie au travers du projet PreValTerA (Prévention et Valorisation du Ternois par l’Agro-écologie). Ce projet associe des étudiants (Institut polytechnique de LaSalle-Beauvais ; ex-ISAB) qui doivent dresser une carte du risque érosif pour les parcelles agricoles, en lien avec la réalisation d'un outil d’aide à la décision pour le choix des solutions Agro-Écologiques (SAE) les plus pertinents. Ils s'appuyent notamment sur la TVB existante ou à restaurer.

## Toponymie
Ternois est la forme française du latin Teruanensis, nom d'un pagus qui tirait son nom de celui de la ville de Thérouanne et comprenait notamment le territoire du Ternois.
Le nom de la région du Ternois est attesté sous les formes Pagus Taroanensis en 648 ; Pagus Taruanorum en 685 ; Pagus Taruanninsis en 704 ; Pagus Tarwanorum vers 725 ; Pagus Terwaninsis en 788 ; Pagus Terruanensis en 800 ; Pagus Terragonensium en 831 ; Pagus Targonensis en 844 ; Tarwaninsis pagus en 868 ; Pagus Taruennensis en 873 ; Pagus Ternensis en 877 ; Pagus Tardanensis en 877 ; Pagus Tarnensis et Pagus Tarvennensis au IXe siècle ; Pagus Tarouuanensis au Xe siècle ; Ternoiz en 1036 ; Terguanense territorium et Pagus Targuanensis au XIe siècle ; Ternesium en 1226 ; Tiernois en 1294 ; Tervanensium fines que usque hodie Sancti Pauli vocantur comitatus au XIIIe siècle ; Le Tierenois en 1346 ; Comitatus Taruannensis au XIVe siècle ; La Conté de Sainct-Pol en 1527 ; Le Ternois a Terna flumine cognominatus en 1675.
Le nom se retrouve dans le nom de la Ternoise (rivière) et de quelques communes : Conteville-en-Ternois, Croix-en-Ternois, Gouy-en-Ternois, Monts-en-Ternois, Œuf-en-Ternois.
En picard, Ternois se dit Térnoé, par transformation du son final -oi en -oé.

## Histoire

### Moyen-Âge

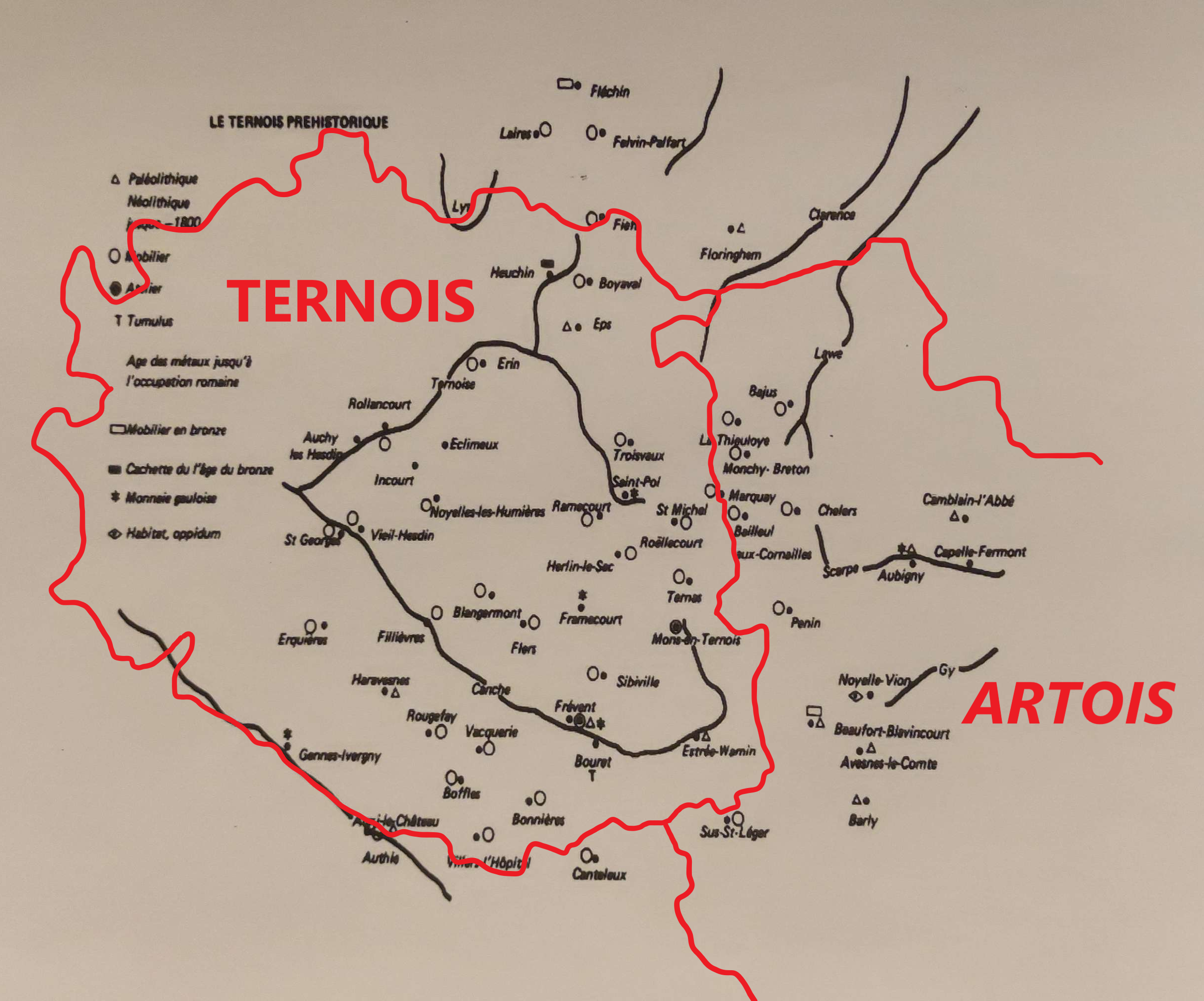
Le Ternois préhistorique.

Jusqu'en 965, le Ternois fait partie du pagus Teruanensis. Celui-ci paraît alors avoir été démembré : la partie septentrionale, y compris la ville épiscopale de Thérouanne, fut conservée par les comtes de Flandre : ils la divisèrent en deux châtellenies, dont les chefs-lieux étaient Thérouanne et Saint-Omer ; et, dès le milieu du XIe siècle, la partie méridionale de l'ancien pagus fut tenue en fief des comtes de Flandre par un comte qui prenait habituellement, du lieu de sa résidence, le titre de comte de Saint-Pol. Ce comte est aussi parfois désigné sous celui de « comte de Ternois » (équivalent français de Teruanensis). De là, la restriction du nom de Ternois à ce comté, qui ne comprenait pourtant pas la capitale de l'ancien pagus ; cette restriction fut si prononcée que le plus fort des cours d'eau qui arrosait le comté de Saint-Pol en prit le nom de Ternoise.
À la fin du XIIe siècle, les comtes de Saint-Pol ont pour suzerains directs les comtes de Boulogne.

#### Formation du comté de Saint-Pol
Le comté de Saint-Pol est une seigneurie de frontière, apparue vers l'an mil aux confins de la Flandre, de l'Artois et de la Picardie. Au terme de son développement territorial, il s'étirait sur environ 80 kilomètres, depuis la source de la Lys jusqu'au cours moyen de la Somme ; autour de son noyau primitif, le sud du pagus Teruanensis, sont venues s'agréger les seigneuries d'Aubigny-en-Artois et Bucquoy, ainsi que les châtellenies d'Encre (Albert) et Lucheux en Amiénois.
Ses bâtisseurs - le lignage des Campdavène, relayé après 1205 par les seigneurs champenois de Châtillon-sur-Marne n'ont joué qu'un rôle discret sur la scène princière du nord de la France, mais sont parvenus à construire une autorité régionale forte et durable.

### Époque contemporaine

#### Première Guerre Mondiale
Lors du conflit, le Ternois était à proximité de la ligne de front. La région abritait plusieurs bases de la Triple Entente, dont une à Saint-Pol-sur-Ternoise. Frévent a accueilli le commandement de l'armée du Nord dans le château de Cercamp.

#### Seconde Guerre Mondiale
Le territoire fut occupé par les Allemands, et rattaché à la Belgique dans l'administration militaire de la Belgique et du Nord de la France ; son objectif était à terme de rejoindre un « pays thiois », à la solde du Troisième Reich.
Certaines communes ont subi de nombreuses destructions, comme le centre-ville de Saint-Pol-sur-Ternoise.

## Politique et administration

Les communautés de communes du Ternois

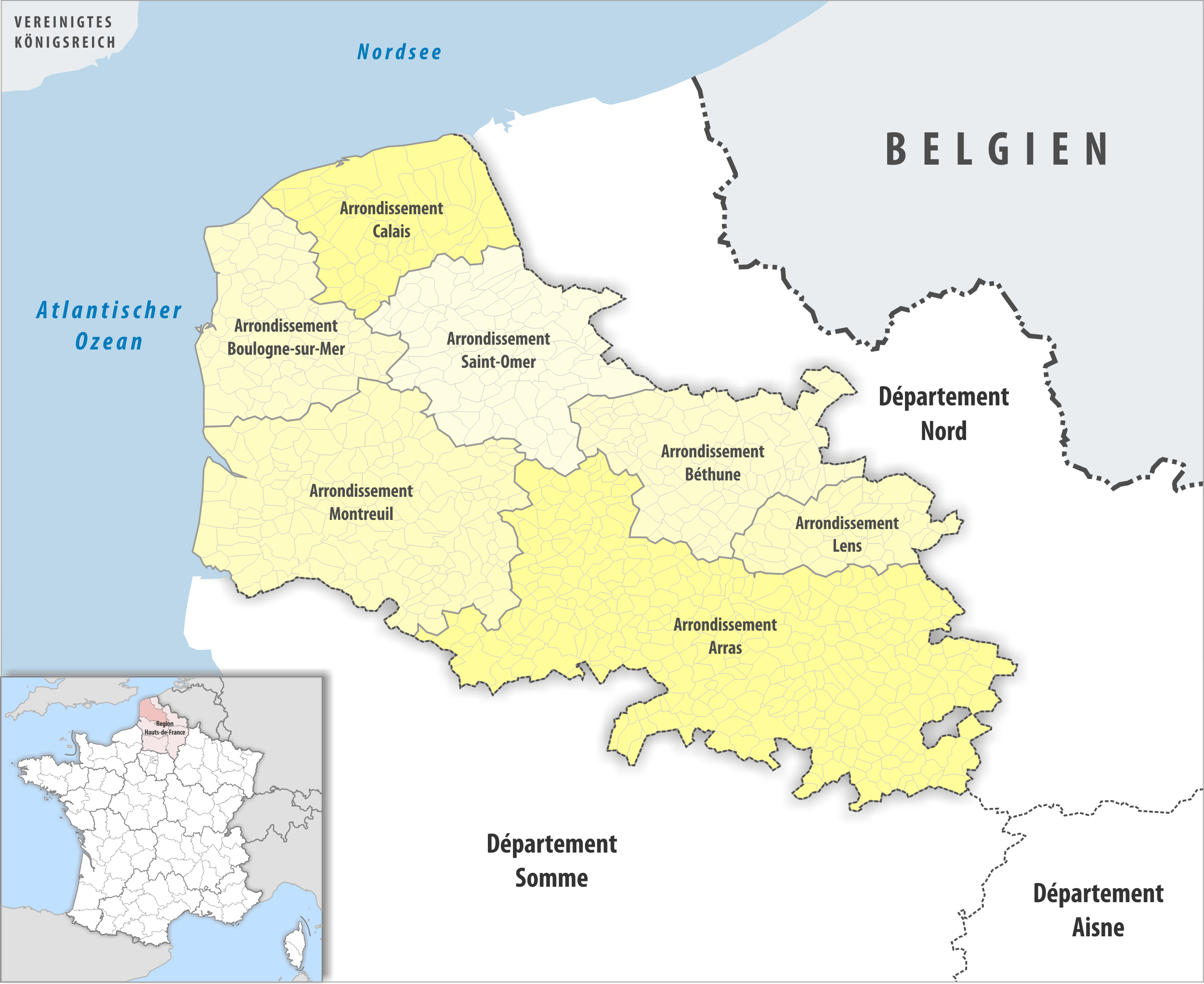
Arrondissements du Pas-de-Calais.

Le Ternois est rattaché administrativement au département du Pas-de-Calais. De 1972 à 2016, il faisait donc partie de la région Nord-Pas-de-Calais. Bien que le Ternois ne soit pas flamand, la région, centrée sur Lille adopte officieusement les emblèmes des Flandres sur son drapeau,. Depuis 2016, la région fait partie des Hauts-de-France.
Deux arrondissements séparent le Ternois : celui de Montreuil et d'Arras.
Le Ternois se situe sur 4 intercommunalités. Il englobe en quasi totalité la communauté de communes du Ternois, une grande partie communauté de communes des 7 Vallées et une petite partie de la communauté de communes du Haut Pays du Montreuillois et de la communauté de communes des Campagnes de l'Artois.

## Équipements et services publics

### Espaces publics
Les villages de Blangy-sur-Ternoise, Boubers-sur-Canche, Buire-au-Bois, Conchy-sur-Canche, Douriez, Mouriez, Nœux-lès-Auxi, Séricourt, Sibiville, Siracourt, Vieil-Hesdin, Wamin, Willeman et Willencourt sont labelisés Village Patrimoine.

### Enseignement
Les établissements éducatifs de la région relèvent de l'académie de Lille, qui évolue sous la supervision de l'Inspection académique du Pas-de-Calais.
Le territoires compte neuf collèges. Les collèges catholiques Saint-Louis de Saint-Pol-sur-Ternoise et Notre-Dame d'Hesdin relèvent de l'enseignement privé.
Le Ternois est une région très isolée de l'enseignement secondaire. Les lycées Albert Châtelet et Pierre Mendès France de Saint-Pol-sur-Ternoise sont les seuls du territoire.
Le territoire est dépourvu d'établissements d'enseignement supérieur.

### Culture
Le musée d'Art et d'Histoire Bruno Danvin a ouvert en 1838 puis fermé en 1887 pour rouvrir en 1907, sous l'impulsion d'Edmond Edmont. Il conserve tableaux, lithographies, sculptures, objets religieux entre autres. Un musée local des Arts et traditions populaire existe à Auxi-le-Château, uniquement en été.

### Santé
Le Centre Hospitalier du Ternois et la Polyclinique du Ternois sont les seuls hôpitaux présents dans le Ternois.
La Polyclinique est spécialisé dans l'accueil des personnes âgées et offre des consultations médicales sans rendez-vous. Le CH est le résultat de la fusion en 2012, du Centre Hospitalier de Saint-Pol-sur-Ternoise, du Centre Hospitalier de Frévent et de l'EHPAD d'Auxi-le-Château.
Le centre médical de Frévent, ouvert au début des années 60, et le plus ancien de France, va fermer le 31 mars 2025, ce qui provoque colère et tristesse chez les habitants.

### Postes et télécommunications
On retrouve une plateforme de distribution du courrier à Maresquel-Ecquemicourt implantée sur l'ancienne papeterie.
Le Ternois est entièrement raccordé par la fibre optique, la 4G et, en partie, pour la 5G.

### Justice, sécurité, secours et défense
Le Ternois dépend de deux tribunaux judiciaires et de tribunaux de commerce, le tribunal d'Arras ou le tribunal de Boulogne-sur-Mer, selon la commune. Pour le tribunal administratif, la région dépend de celui de Lille.

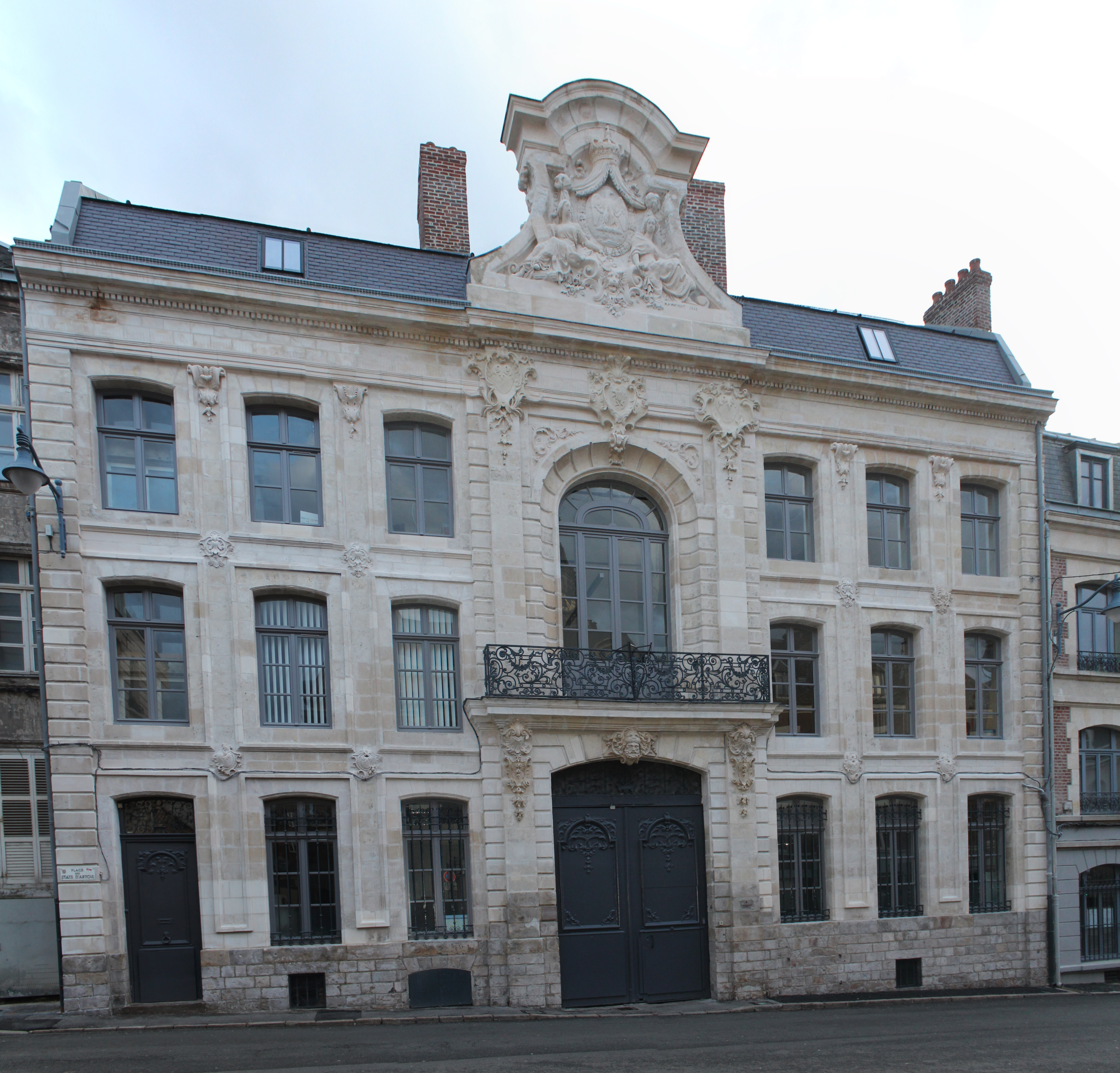
Tribunal d'Arras

Le territoire présente plusieurs brigades de gendarmerie : Fruges, Heuchin, Campagne-lès-Hesdin, Hesdin-la-Forêt, Saint-Pol-sur-Ternoise, Frévent et Auxi-le-Château. Certaines communes sont rattachées à d'autres brigades en dehors du Ternois, en particulier celles d'Hucqueliers, Avesnes-le-Comte et Aubigny-en-Artois.
On retrouve plusieurs centres d'interventions et de secours (CIS) éparpillés sur le territoire : Auxi-le-Château, Hesdin-la-Forêt, Frévent, Saint-Pol-sur-Ternoise, Fruges, Campagne-lès-Hesdin / Beaurainville.
Aucun site militaire n'est présent dans le Ternois.

## Population et société

Densité de population par commune du Ternois en 2021.

### Démographie
Le Ternois est un territoire rural, en grande majorité. Cela en fait l'un des endroits le moins densément peuplé du département. La population est principalement concentrée autour d'Hesdin-la-Forêt et la Canche. Les villes de Saint-Pol-sur-Ternoise, Frévent, Hesdin-la-Forêt, Fruges et Auxi-le-Château ont une importance non négligeable à l'échelle locale.
| Nom                    | Code Insee | Intercommunalité                 | Superficie (km2) | Population (dernière pop. légale) | Densité (hab./km2) | Modifier                                    |
| ---------------------- | ---------- | -------------------------------- | ---------------- | --------------------------------- | ------------------ | ------------------------------------------- |
| Saint-Pol-sur-Ternoise | 62767      | CC du Ternois                    | 8,24             | 4 759 (2022)                      | 578                | modifier les données · modifier les données |
| Hesdin-la-Forêt        | 62447      | CC des 7 Vallées                 | 21,26            | 4 494 (2022)                      | 211                | modifier les données · modifier les données |
| Frévent                | 62361      | CC du Ternois                    | 15,23            | 3 288 (2022)                      | 216                | modifier les données · modifier les données |
| Auxi-le-Château        | 62060      | CC du Ternois                    | 27,08            | 2 549 (2022)                      | 94                 | modifier les données · modifier les données |
| Fruges                 | 62364      | CC du Haut Pays du Montreuillois | 18,90            | 2 349 (2022)                      | 124                | modifier les données · modifier les données |
| Beaurainville          | 62100      | CC des 7 Vallées                 | 13,09            | 2 028 (2022)                      | 155                | modifier les données · modifier les données |
| Campagne-lès-Hesdin    | 62204      | CC des 7 Vallées                 | 15,64            | 1 944 (2022)                      | 124                | modifier les données · modifier les données |
| Auchy-lès-Hesdin       | 62050      | CC des 7 Vallées                 | 9,61             | 1 517 (2022)                      | 158                | modifier les données · modifier les données |
| Marconnelle            | 62550      | CC des 7 Vallées                 | 5,55             | 1 076 (2022)                      | 194                | modifier les données · modifier les données |
| Maresquel-Ecquemicourt | 62552      | CC des 7 Vallées                 | 7,89             | 1 054 (2022)                      | 134                | modifier les données · modifier les données |

#### Saint-Pol-sur-Ternoise

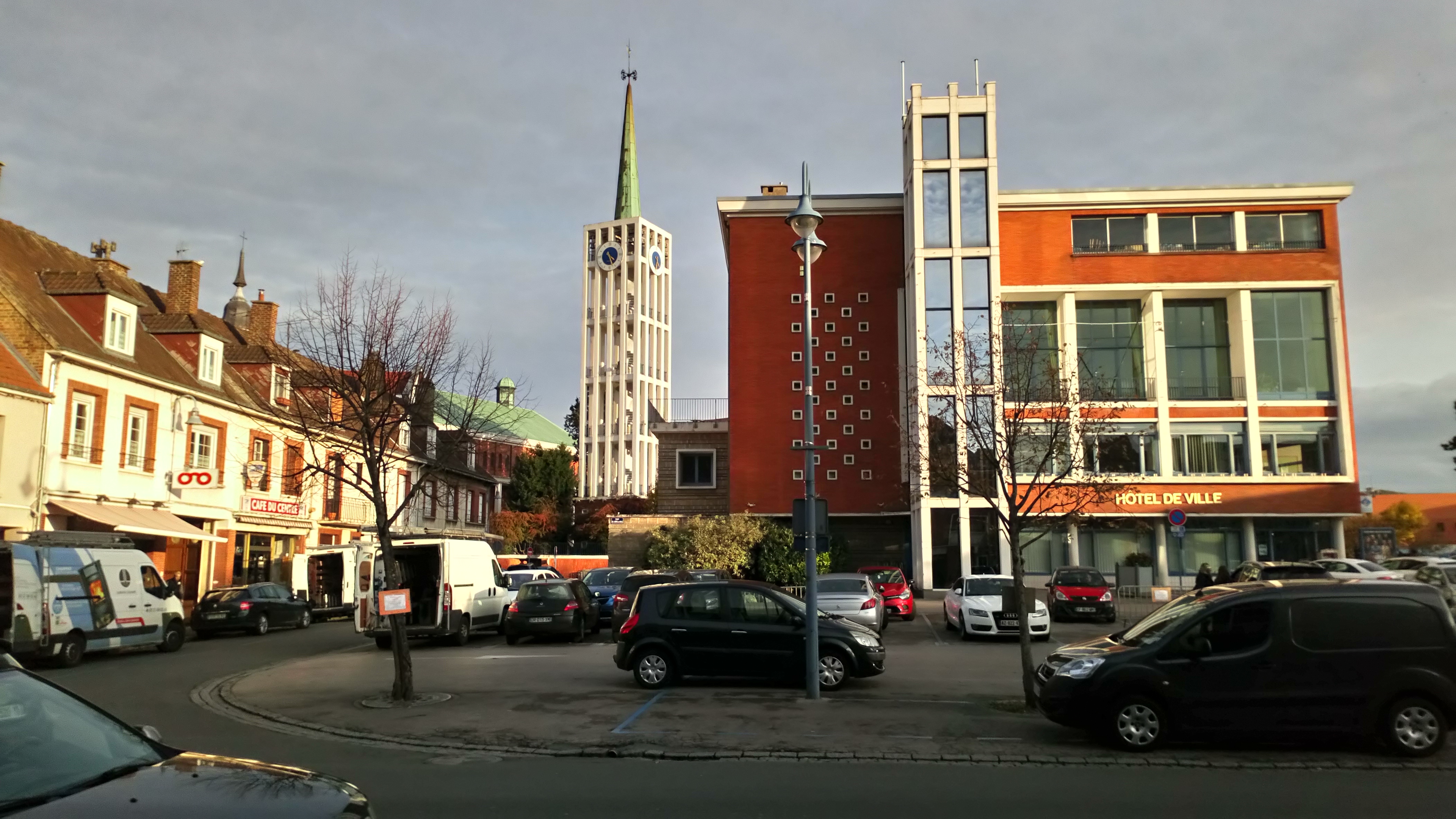
Le centre ville.

Saint-Pol-sur-Ternoise est la capitale du Ternois. Bien qu'étant située à l'est de la région, elle occupe une place majeure par sa taille et ses nombreuses infrastructures (collèges, lycée, gare...). La commune abrite le siège de Communauté de communes du Ternois. C'est la ville la plus peuplée de la région, mais elle est petite à l'échelle du département.

#### Hesdin-la-Forêt

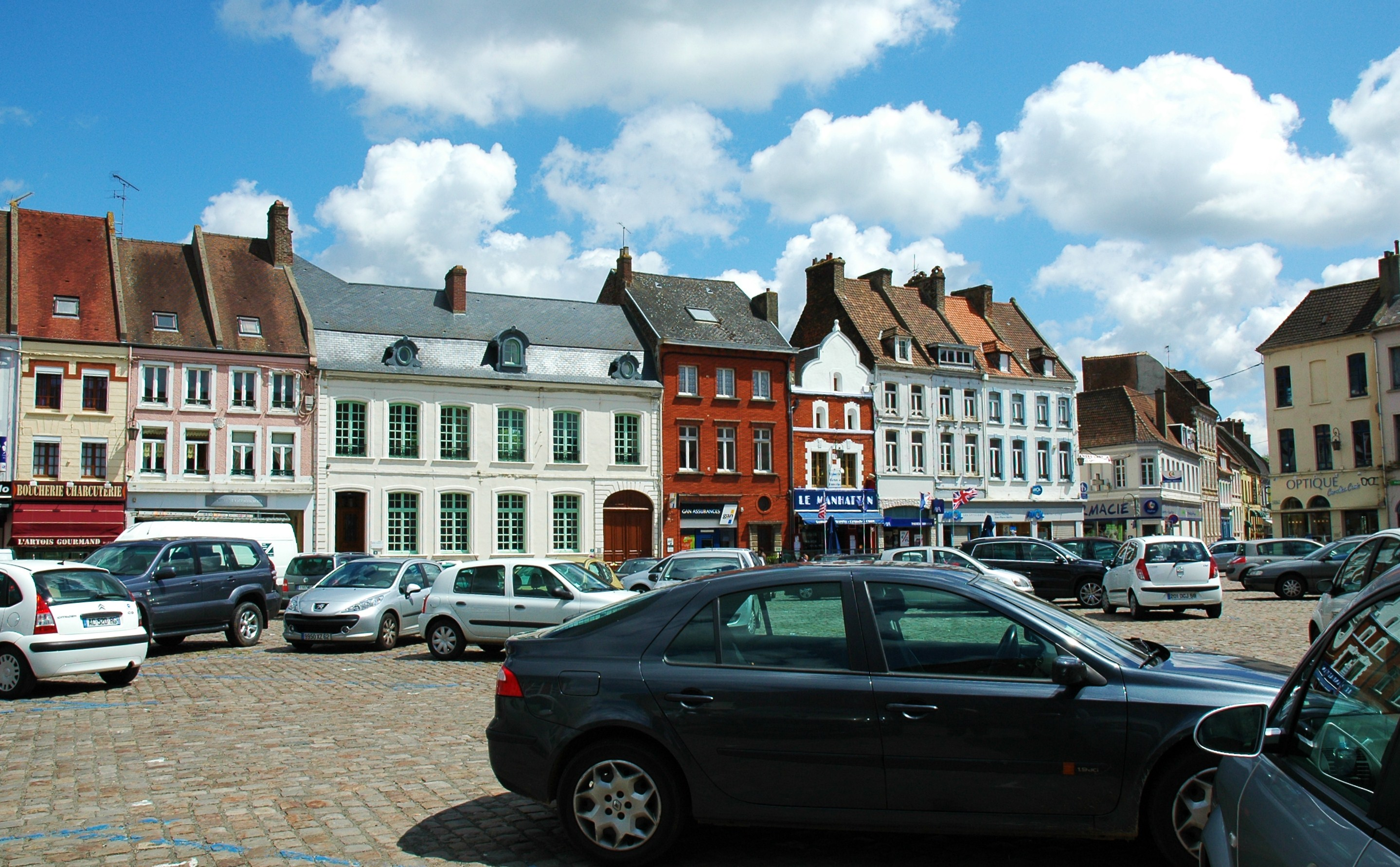
Place d'Hesdin-la-Forêt.

Hesdin-la-Forêt et son agglomération concentrent une grande partie de la population. Le centre-ville d'Hesdin a été construit par Charles Quint afin d'en faire une place forte. La commune existe depuis 2025 avec la fusion d'Hesdin, Huby-Saint-Leu, Sainte-Austreberthe, Marconnelle.

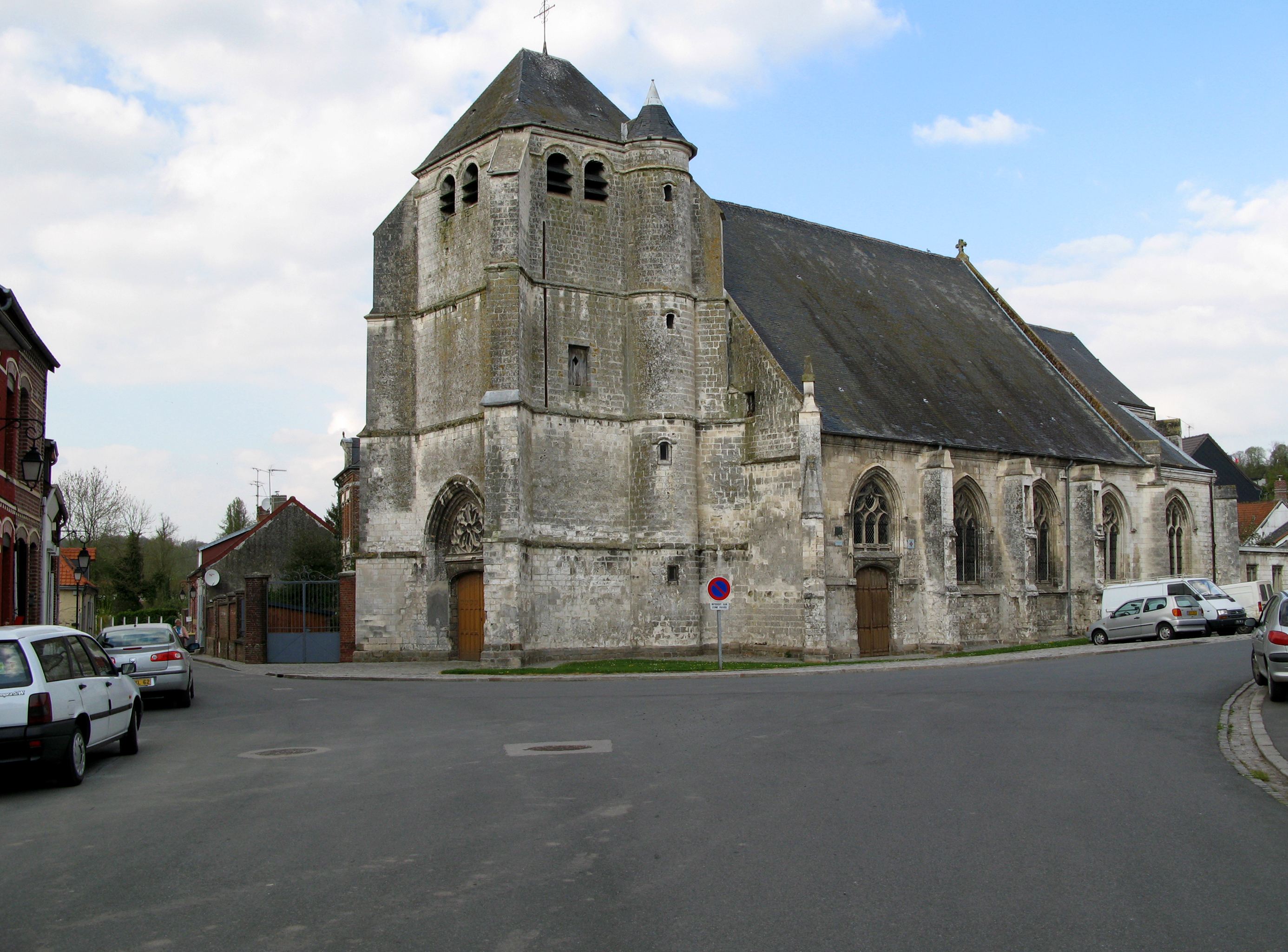
Église Saint-Hilaire de Frévent.

#### Frévent
Ville du sud-est du Ternois, elle est un pôle d'attraction pour la partie sud du territoire. Disposant de nombreux commerces, de monuments historiques comme l'ancienne abbaye Notre-Dame de Cercamp et d'un chic centre-ville, elle est une ville touristique.

#### Auxi-le-Château

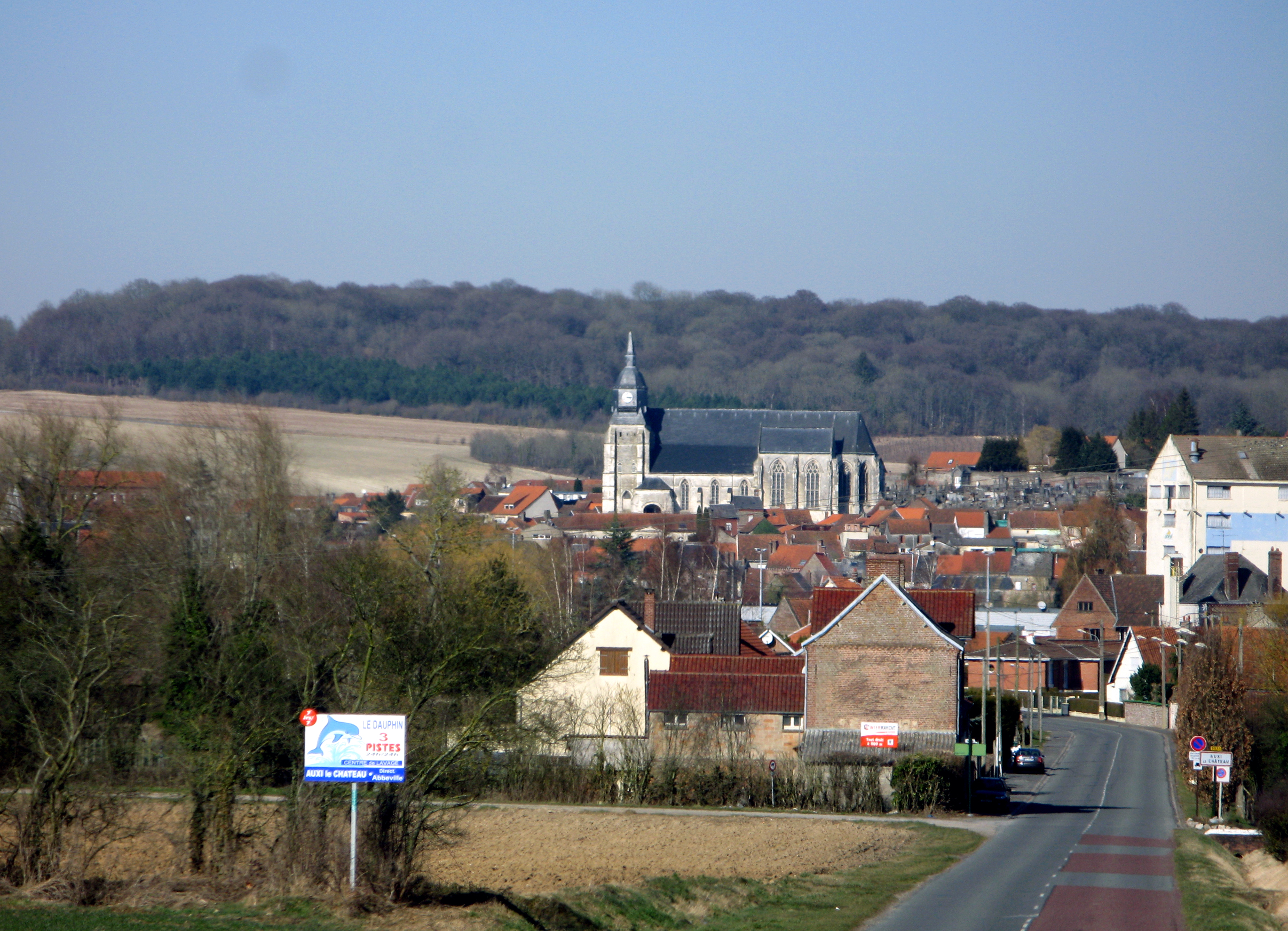
Panorama d'Auxi-le-Château.

La ville se situe à l'extrême sud du Ternois, limitrophe du Ponthieu. Auxi-le-Château est une ville de 2 500 habitants, d'une importance capitale pour le sud du territoire faiblement peuplée. On peut y retrouver le collège du Val d'Authie, des commerces, et l'église Saint-Martin, classée monument historique.

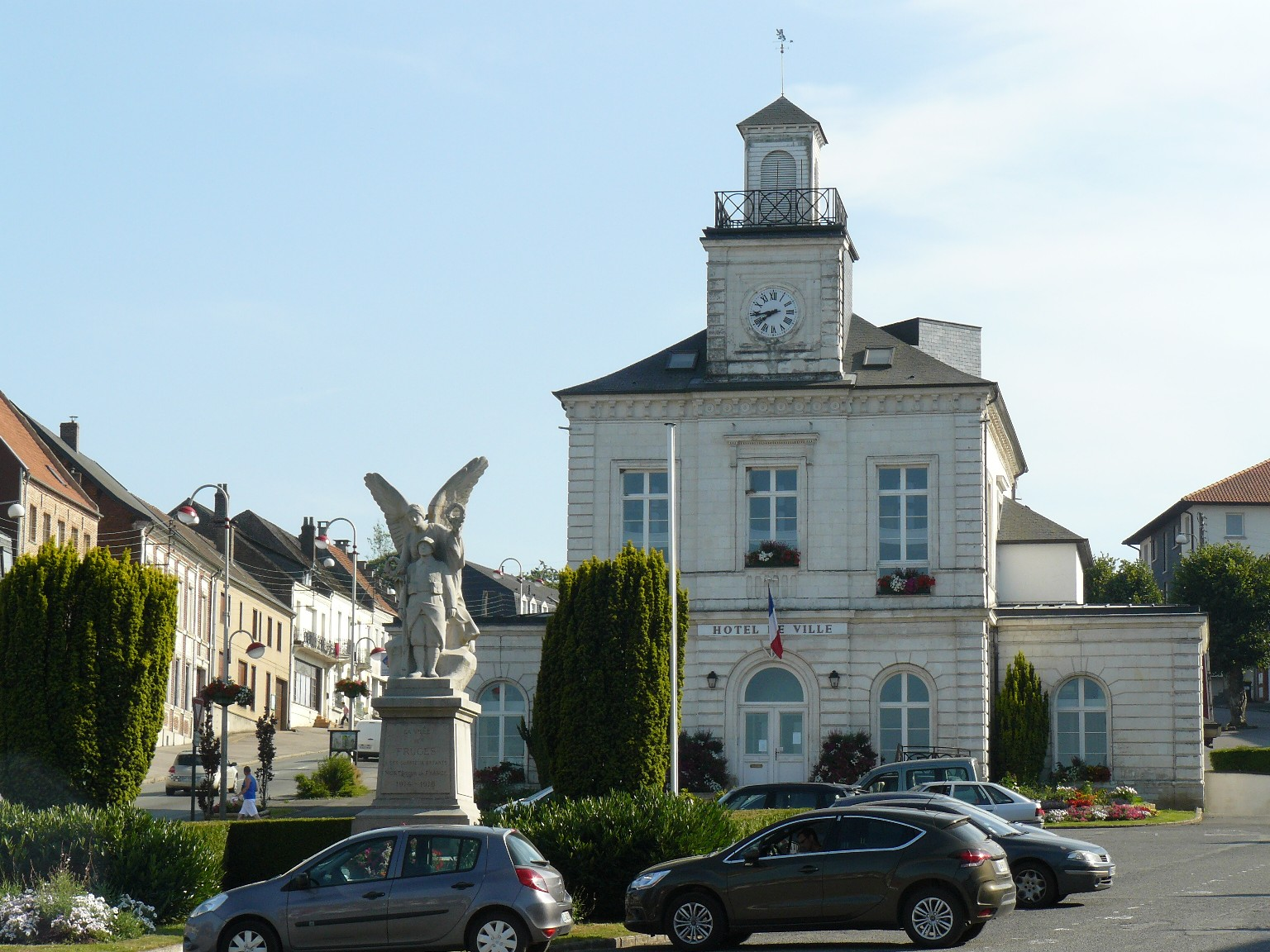
La mairie de Fruges.

#### Fruges
Fruges est située dans le nord du Ternois. En se situant au centre du Pas-de-Calais, elle se trouve à égale distance des plus grandes villes comme Arras ou Saint-Omer. La ville est considérée comme l'une des plus belle du Nord-Pas-de-Calais.

### Manifestations culturelles et festivités
À Saint-Pol-sur-Ternoise, chaque premier samedi de septembre, la traditionnelle ducasse a lieu, avec un défilé folklorique composé de la troupe des Pères-la-Joie. Ce sont des musiciens et danseurs habillés avec les costumes traditionnels des meuniers. Cette parade se termine par la traversée du géant Binbin.
D'autres animations sont présentes : une brocante, ou encore, un feu de joie.

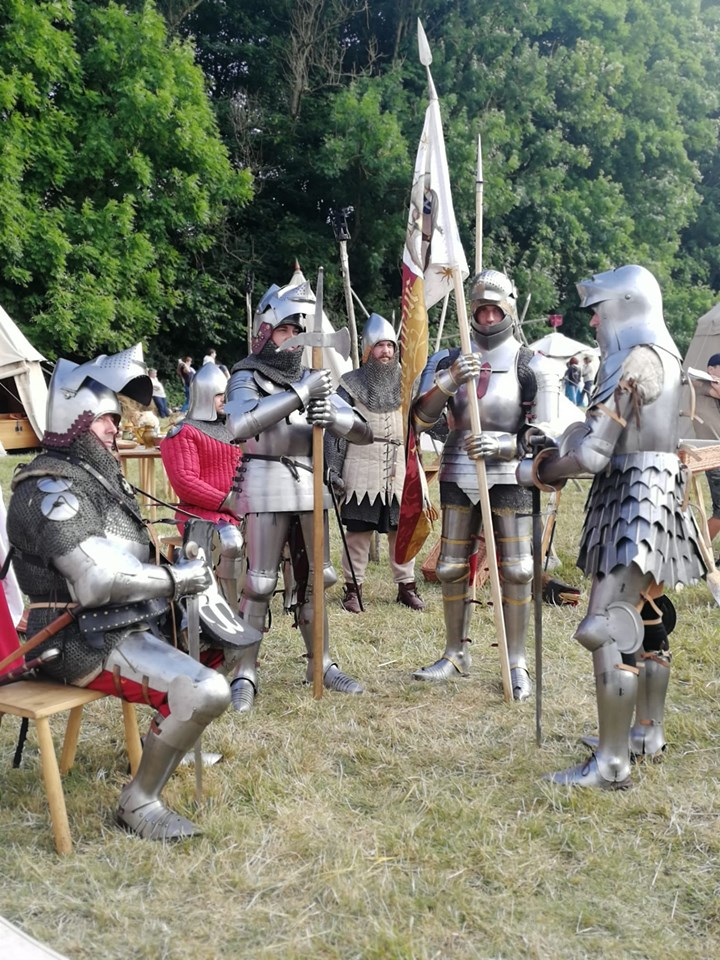
Chevaliers et hommes d'armes

La fête de la Saint-Simon à Auxi-le-Château est organisée pendant le dernier week-end d'octobre. Elle perdure depuis le XVe siècle. Philippe le Bon, duc de Bourgogne, contrôlait le comté d'Artois ; à la fin de la Guerre de Cent Ans, il a autorisé la ville à organiser une fête afin de se reconstruire. Aujourd'hui, la Saint-Simon regroupe plusieurs activités chaque année, comme le marché et la fête foraine ; une foire agricole a lieu un an sur deux.

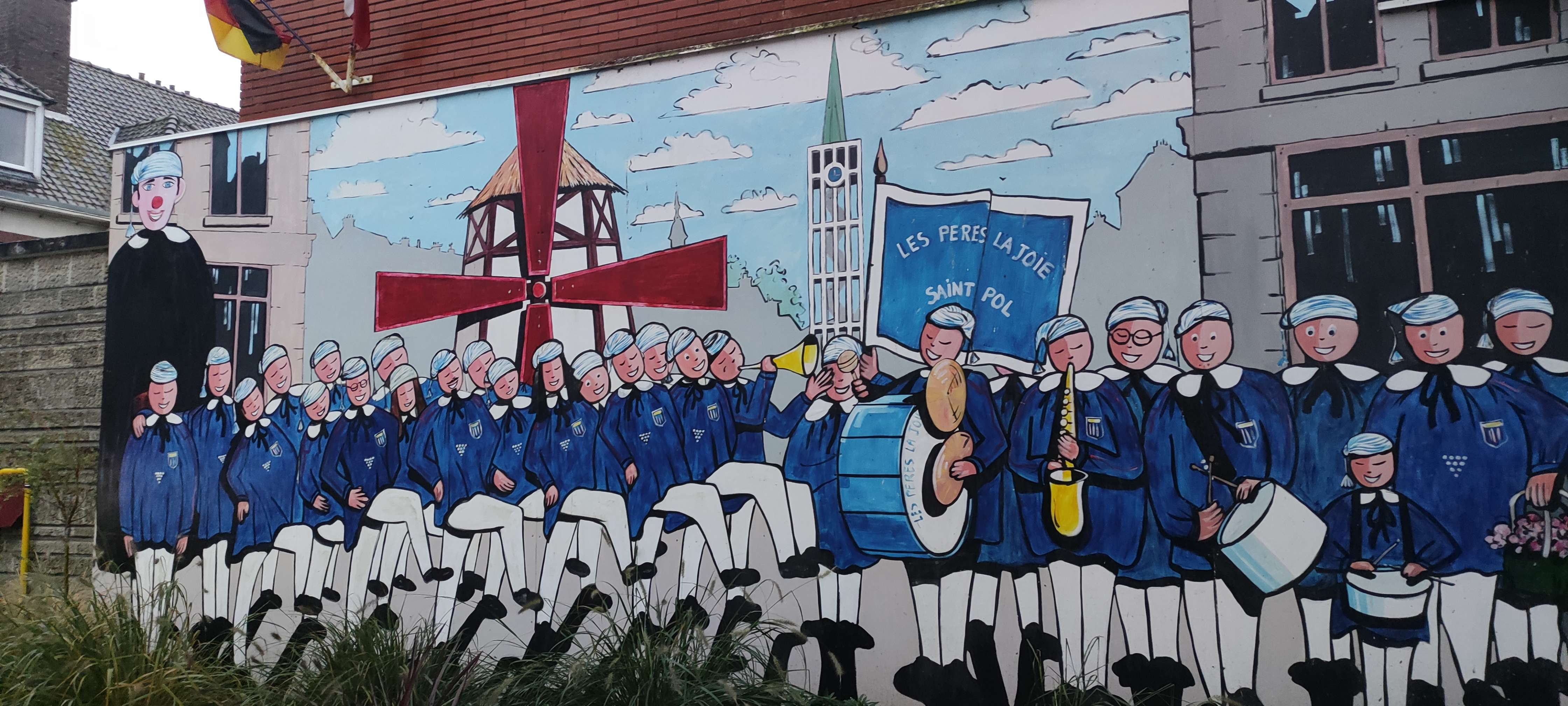
Fresque des Pères de la Joie à Saint-Pol.

On peut retrouver à Hesdin-la-Forêt les fêtes du Cochon Rose. Son nom proviendrait des Espagnols : en 1639, lors du siège d'Hesdin par les Français, des soldats auraient clamés : « Quand la truie filera son lin, les Français prendront Hesdin ». Les fêtes durent 6 jours, mi-août, depuis 2020 (contre 10 jours auparavant) ; une brocante, un marché et un lancer de cochons en pain d'épice depuis l'hôtel de ville y prennent place.
Azincourt, lieu de la bataille du même nom en 1415 lors de la Guerre de Cent Ans, organise une fête médiévale mi-juillet. On peut y retrouver une reconstitution de la bataille, un spectacle d'artillerie médiévale ou encore des campements,.

### Vie associative
Radio-Club Hesdin Evasion est une radio créé à Brévillers le 8 mars 1994 et enregistrée à la sous-préfecture de Montreuil-sur-Mer, sous la numérotation RNA W624001106.

Le Centre historique du Ternois est une société savante ; elle vise à étudier l'histoire locale et le patrimoine ternésien. Les Pères la Joie sont une association composée de musiciens et de danseurs du folklore local, à but carnavalesque.

Localisation du diocèse d'Arras.

### Cultes
La région dans son intégralité fait partie du diocèse d'Arras et du doyenné des Sept Vallées - Ternois, à l'exception de la commune d'Humbert qui fait partie du doyenné de Berck-Montreuil et Berlencourt-le-Cauroy, Liencourt, Denier, Maizières et Marquay qui font partie du doyenné d'Artois.
On retrouve les abbayes Sainte Berthe à Blangy-sur-Ternoise et l'Abbaye de Belval située à Troisvaux.
La région ne recense aucun lieu de culte différent du catholicisme.

### Sports et loisirs
Les sports automobiles sont populaires dans le Ternois. On y retrouve une course unique dans la région, le rallye tout-terrain des 7 Vallées d'Artois, une course dans les chemins d'environ 140 km autour de Fruges.
À Croix-en-Ternois se trouve un circuit automobile.
Trois circuits de randonnée passent sur le territoire:
- un morceau du GR121 de Denier à Saint-Denœux ;
- le GR123 qui débute à Contes jusque Mouriez ;
- le GR124 qui débute à Rebreuviette.

### Médias

#### Radio

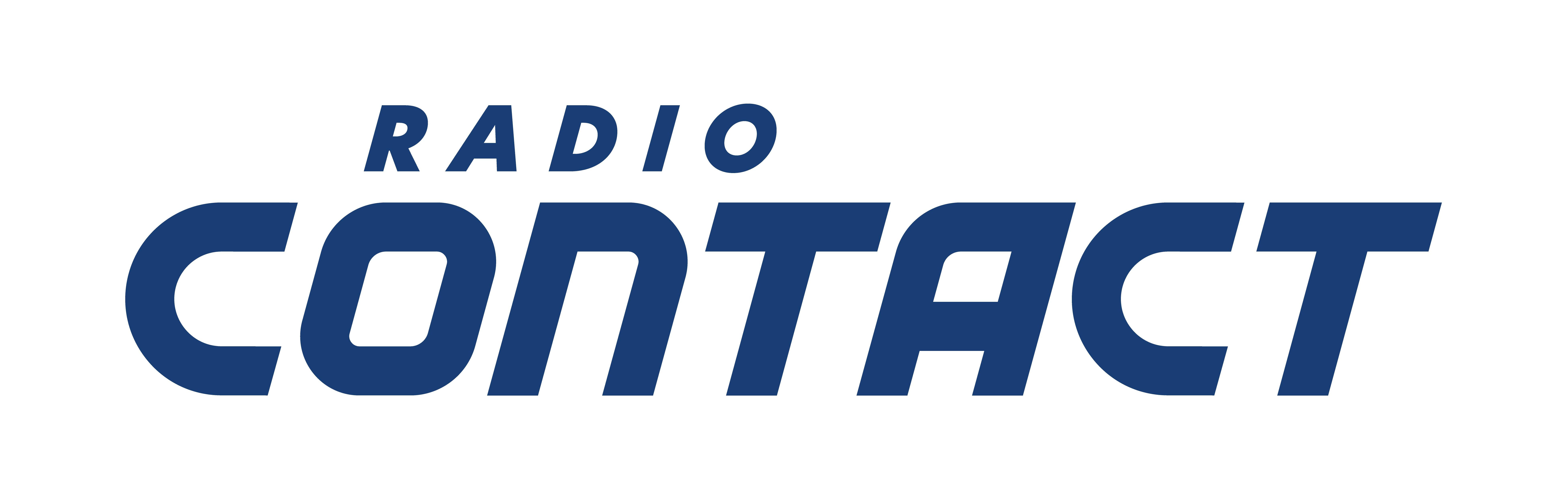
Logo de Radio Contact.

Plusieurs radios couvrent le territoire du Ternois :
- Radio Contact, avec des décrochages locaux (secteur Nord-Pas-de-Calais) ;
- Ici Nord (anciennement France Bleu Nord) qui recouvre le département du Pas-de-Calais ;
- Certaines y possèdent un rattachement : RTL, NRJ, Europe 1 et Europe 2.

#### Télévision
Le territoire est couvert  par la chaîne de télévision France 3 Nord-Pas-de-Calais pour les informations locales.

Logo de L'Abeille de la Ternoise.

#### Journaux
Le Ternois possède plusieurs journaux et magazines locaux :
- L'Abeille de la Ternoise[82] ;
- La Voix du Nord, dans ses éditions Arrageois-Ternois et Montreuil ;
- Le Gobelin du Ternois, journal local sur Internet mais aussi en magazine papier[83] ;
- Le Courrier picard, dans le secteur d'Auxi-le-Château.

## Économie

### Revenus et fiscalité
En 2016, le niveau de vie moyen s'élève à 18 595 €, soit un peu plus que la moyenne départementale de 18 370 €.

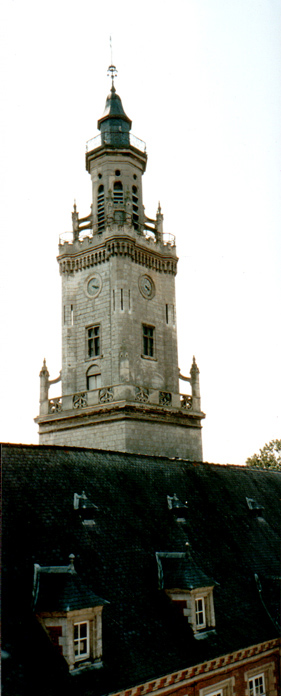
Beffroi d'Hesdin.

## Culture locale et patrimoine

### Lieux et monuments

#### Patrimoine civil
Azincourt a été le lieu d'une bataille du même nom lors de la guerre de Cent Ans. Le centre historique Azincourt 1415 a été inaugurée en 2019 en présence de Stéphane Bern et Brigitte Macron.
Siracourt accueille le Bunker Vault des Terby's, blockhaus construit par les Allemands durant la Seconde Guerre mondiale destiné aux missiles V1. Il ne sera jamais terminé car les alliés le détruiront en 1943.
Le Ternois est une terre de châteaux. On peut citer ceux de Brias, Tramecourt et Flers.
La région compte un seul beffroi, celui d'Hesdin, classé au patrimoine mondial de l'UNESCO depuis 2005 ainsi qu'aux monuments historiques depuis 1946.

#### Patrimoine religieux

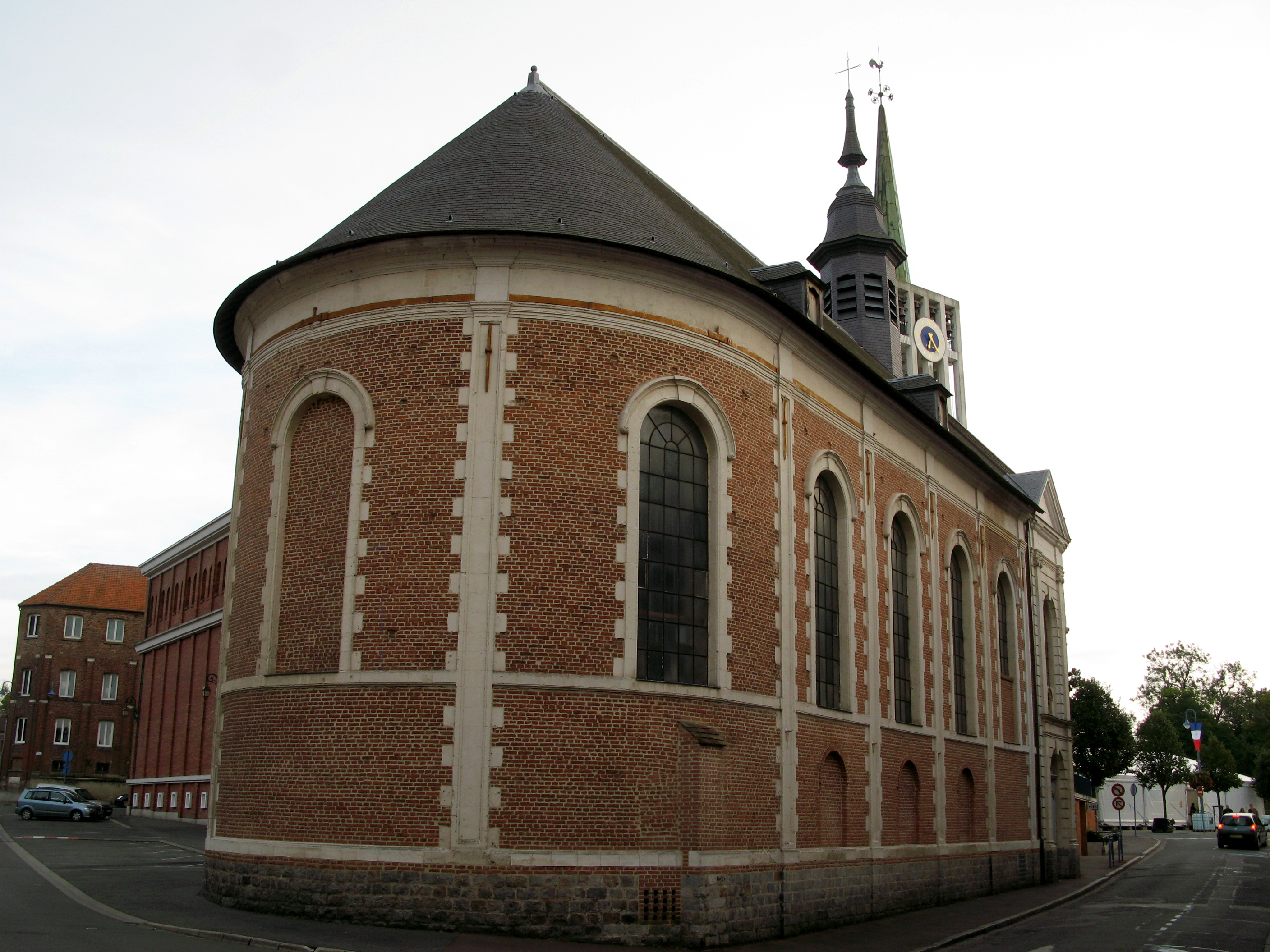
Ancienne chapelle des Sœurs Noires.

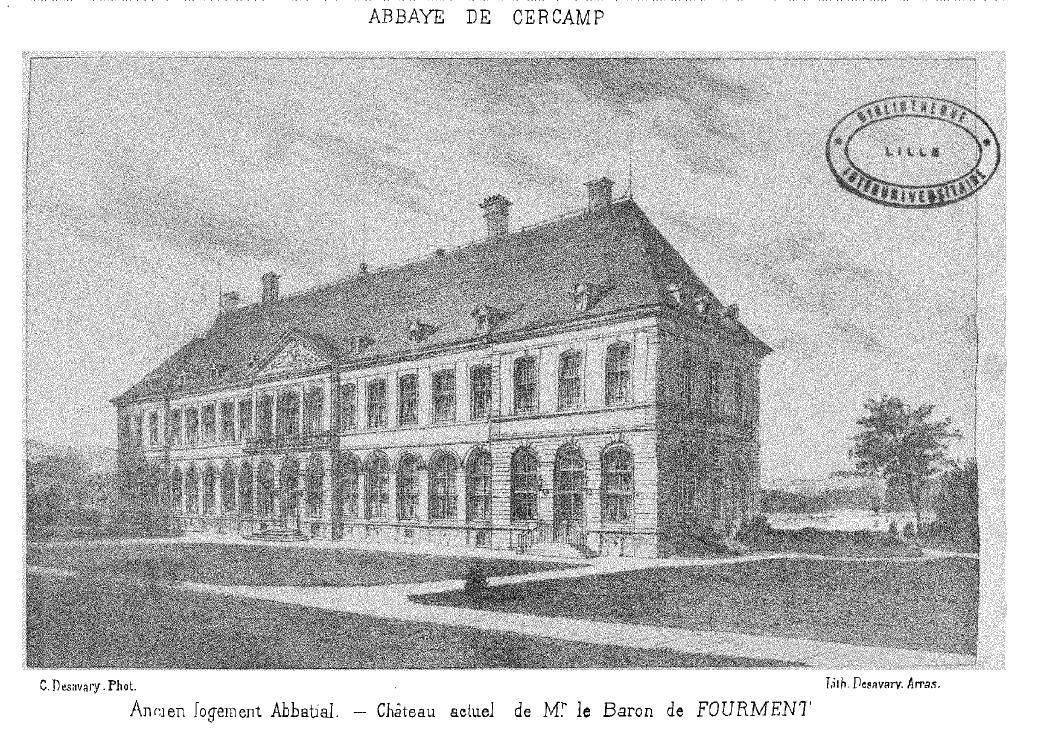
Abbaye Notre-Dame de Cercamp en 1878.

L'Abbaye de Belval à Troisvaux et l'Abbaye Notre-Dame de Cercamp n'accueillent plus de sœurs, elles sont devenues des sites touristiques. La seconde est d'ailleurs classée monument historique depuis 1946.
L'ancienne chapelle des Sœurs Noires de Saint-Pol-sur-Ternoise accueille désormais un musée. Elle est classée monument historique depuis 1945.
L'église Saint-Martin d'Auxi-le-Château est classée monument historique depuis 1910. Son emplacement, située sur les hauteurs du bourg, est particulièrement remarquable.

### Patrimoine culturel

#### Mode
Le meunier saint-polois était habillé d'un bonnet bleu, d'une roulière en toile bleue, d'un haut faux-col et d'un pantalon blanc.

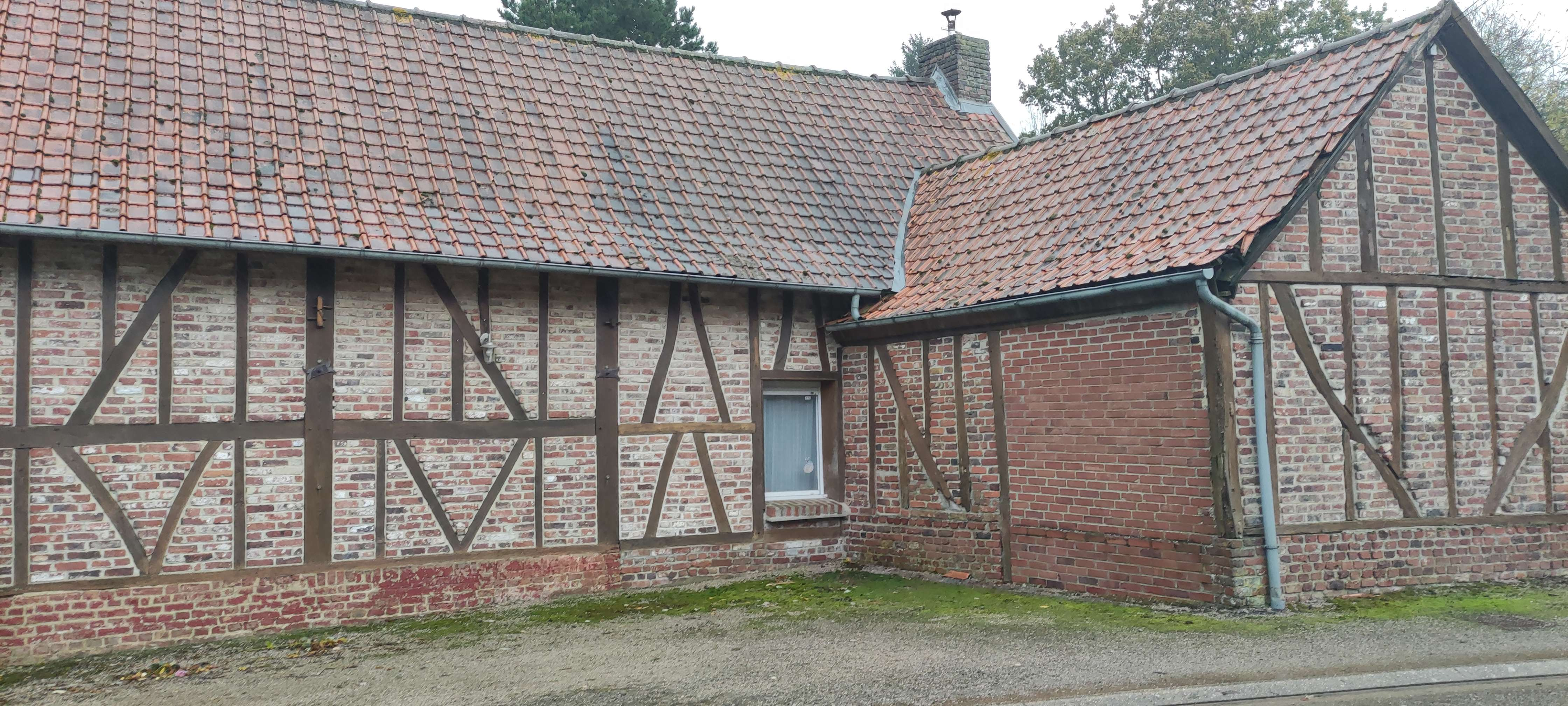
Fermes à colombages de Moncheaux-lès-Frévent.

#### Architecture
Les maisons ternésiennes traditionnelles sont caractérisés par l'utilisation de la pierre blanche et de la brique. Le rouge barre est un style architectural typique de la Picardie au même titre que les pignons à couteaux. Certaines bâtisses sont à colombages.

#### Langue
La langue régionale est le picard. La commune de Douriez a signé la charte « Oui au picard » de l'Agence régionale de la langue picarde, et propose diverses actions comme des panneaux bilingues (Douriez-Dorié), ou un accueil en ch'ti lors de cérémonies.

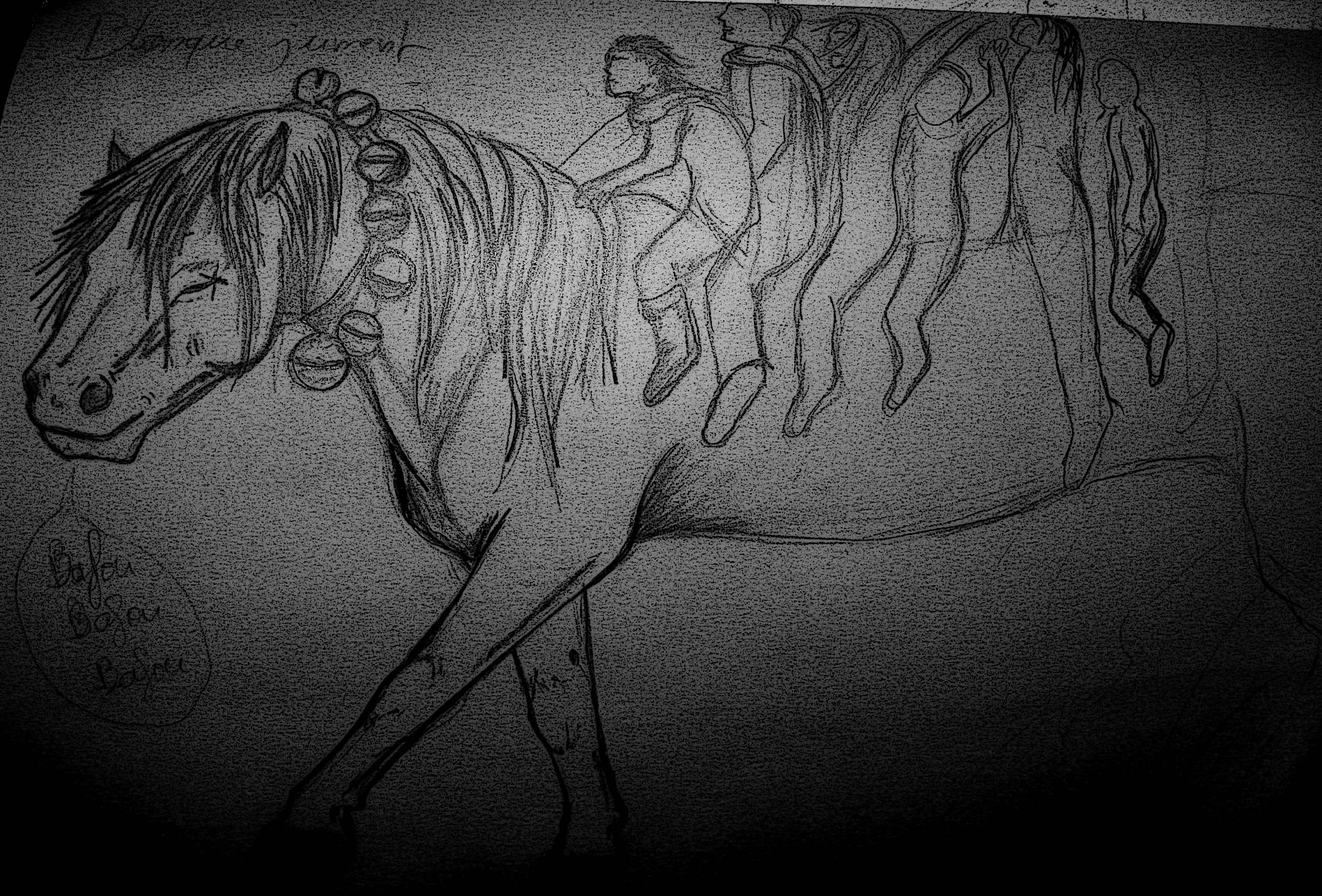
Ech goblin d'après un dessin.

#### Contes et légendes
Ech goblin, qu'vau blanc ou ch'gvo blanc est une légende folklorique de Saint-Pol-sur-Ternoise. Il s'agit d'un gobelin capable de se transformer à ce qui s'apparente à une licorne. La créature été évoqué pour les enfants turbulents.

#### Géants
Le Ternois possède plusieurs géants :
- à Auxi-le-Château depuis 2020, le géant Tchot Chales[94], inspiré d'un ancien cordonnier du bourg, activité anciennement très présente ;
- à Saint-Pol-sur-Ternoise, les géants Pif, Paf, et Binbin.

### Gastronomie
Le Ternois possède, à l'image de la région, de nombreuses friteries comme L'othentique à Frévent. Les délices des 7 Vallées sont produits à Tincques dans l'Artois mais sont vendus et appréciés à Saint-Pol-sur-Ternoise. Les bières sont célèbres dans la région, notamment l'Arrageoise produite à Aubigny-en-Artois et distribuée largement dans les bars-tabac.
Le rollot de Fruges est un fromage originaire de Rollot dans la Somme produit dans la ville de Fruges, labélisé Saveurs en'Or. Le sire de Créquy est un dérivé du munster produit à Créquy.
L'abbaye de Belval produit le Belval, anciennement appelé le Trappiste ou Trappe de Belval, le Floral de Belval, les épicés de Belval, l'Enclos de Belval et le Belval Bière. La bière de Belval est également originaire de Troisvaux.
Une première vendange est faite dans la commune de Maresquel-Ecquemicourt. Les premières bouteilles ont été commercialisées en 2023.
Dans la commune de Loison-sur-Créquoise, a lieu la fête de la groseille ; elle se déroule en juillet. Le Perlé de groseille est une liqueur créée en 1985 par Hubert Delobel dans la commune.

### La région dans les arts
Plusieurs communes sont présentes dans des films : c'est le cas de Campagne-lès-Hesdin avec Sous le soleil de Satan, Brias avec Joyeux Noël et Équirre avec Journal d'un curé de campagne.
Azincourt, du fait de son histoire est représenté dans les romans Azincourt par temps de pluie de Jean Teulé et La Disparition de Georges Perec. C'est également le nom d'une chanson de l'album In extremis de Francis Cabrel.

### Personnalités liés à la région

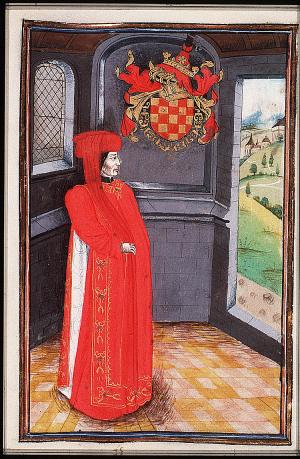
Jean IV d'Auxy.

- Jean IV d'Auxy.Jean Ier d'Alençon (1385-1415), duc d'Alençon, mort à la bataille d'Azincourt.
- Jean IV d'Auxy, (fin du XIVe siècle-1474), membre de la famille d'Auxy, militaire et homme politique, au service des ducs de Bourgogne Philippe le Bon et Charles le Téméraire, chevalier de la Toison d'Or, maître des arbalétriers de France.
- Philippe de Bourgogne (1404-1430), comte de Saint-Pol et éphémère duc de Brabant (1427-1430).
- Jean-François Allart (1712-1775), né à Nuncq-Hautecôte, curé de l'église Notre-Dame de Versailles, rédige les actes de baptême de trois Rois de France : Louis XVI, Louis XVIII, Charles X, et les actes de décès de Madame de Pompadour et du Roi Louis XV.
- François Édouard Joachim Lhoste de Villeman, fils d'Oudart François, gentilhomme d'Artois, seigneur de Willeman, est élevé marquis en octobre 1761 en récompense des services de ses ancêtres et de ceux de son frère. Il a épousé Élisabeth Bail dont toute la famille est au service du roi[106].
- Louis Joseph Vichery (1767-1841), général français de la Révolution et de l’Empire, né à Frévent.

François Dalle, ancien PDG de L'Oréal.

- François Robitaille (1800-1886), supérieur du grand séminaire d'Arras, doyen du chapitre d'Arras, membre de l'Académie d'Arras, est né à Fruges.
- Jules Tripier (né le 10 mai 1804 à Hesdin), général de division, grand-croix de la Légion d'honneur.
- Alphonse Sagebien (né à Wavans en 1807 et mort à Amiens en 1892), inventeur d'une roue hydraulique dite Sagebien.
- Désiré Letellier-Belladame dit Beldame (1809-1887), artiste peintre, fut directeur de l'école des Beaux-Arts d'Amiens, né à Frévent.
- Edmond Edmont (1849-1926), maire de Saint-Pol-sur-Ternoise, de 1918 à 1925, philologue, historien et linguiste. Il participa en tant qu'enquêteur à l'Atlas linguistique de la France[107], en collaboration avec Jules Gilliéron, linguiste suisse, titulaire d'une chaire à l'école des hautes études de Paris. Ses 992 cahiers de notes sur la langue, l’histoire, la géographie et le folklore des régions traversées, sont conservés à la Bibliothèque nationale de France[108].
- Émile Grosjean-Maupin (1863-1933), un des pères fondateur de l’espéranto, est inhumé à Hernicourt[109].
- Marcel Hénaux (1909-1945), avocat, résistant mort à Dachau, est né à Fruges.
- François Dalle (né à Hesdin en 1918, mort à Genève en 2005), chef d'entreprise, PDG de L'Oréal.
- Raymond Hoorelbeke, (1930-2022) à Auxi-le-Château, est coureur cycliste professionnel, ayant terminé 8 Tours de France, 1 Tour d'Italie et 3 Tours d'Espagne.
- Dominique Thomas (né en 1963 à Hesdin), footballeur français ayant évolué au LOSC Lille (1983-1988 et 1989-1993) et aux Girondins de Bordeaux (1988-1989).
- Gaëtan Robail (1994), footballeur français, né à Saint-Pol-sur-Ternoise.
- Cyril Soudant alias CYRILmp4 (1994), vidéaste web, né à Saint-Pol-sur-Ternoise.

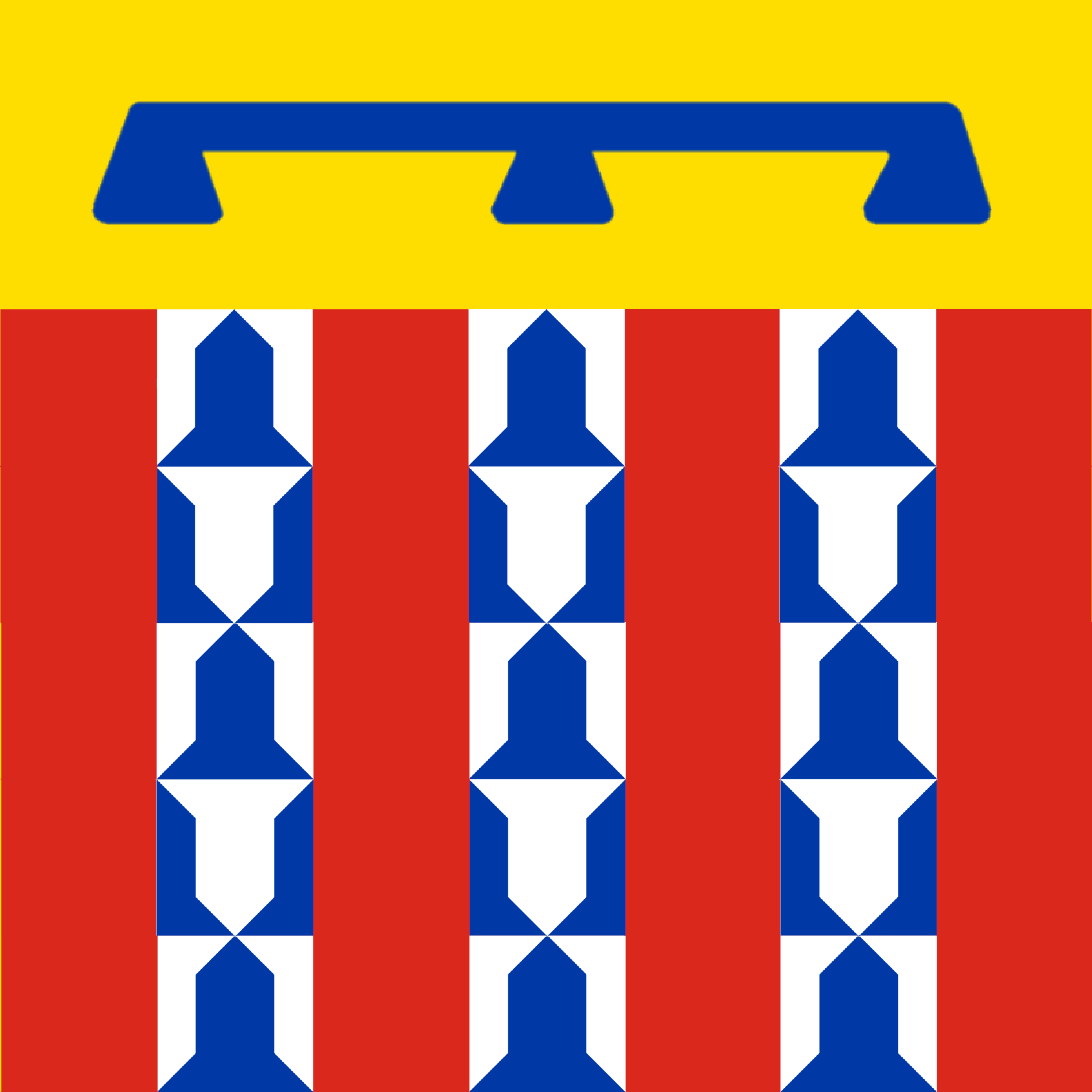
Drapeau du Ternois.

### Héraldique, logotype et devise
Le Ternois tire son blason de la Maison de Châtillon de Saint-Pol.
| Blason du Ternois | Les armoiries du Ternois se blasonnent ainsi : "De gueules à trois pals de vair ; au chef d'or chargé d'un lambel d'azur." |

## Pour approfondir